# Hotel de Sal Luna Salada
Hotel de Sal Luna Salada é um hotel, todo feito com blocos de sal, dos tijolos aos móveis, que fica localizado no Salar de Uyuni, na Bolívia, sendo uma das atrações do local. Na temporada de chuvas, algumas áreas do hotel precisam ser refeitas por completo para não enfraquecerem a estrutura.